# Laboratoire d'informatique en image et systèmes d'information
Le LIRIS (Laboratoire d'InfoRmatique en Image et Systèmes d'information) est un laboratoire de recherche français en informatique.

## Historique
Le LIRIS est né en 2003 à la suite du regroupement de plusieurs laboratoires de recherche lyonnais (LIGIM, LISI, RFV) et d'individualités du domaine des sciences et techniques de l'information et de la communication. Il est associé au CNRS avec le label UMR 5205. Regroupant environ 320 personnes, dont près de 110 chercheurs et enseignants-chercheurs, le LIRIS est une des grosses unités françaises d'informatique. Il a quatre tutelles : l'INSA de Lyon, l'université Claude-Bernard-Lyon-I, l'École centrale de Lyon et l'université Lumière-Lyon-II, et des sites à La Doua, Écully et Bron.

## Domaines de Recherche
Les activités du laboratoire sont regroupées autour de six pôles de compétences :
- Données, Système et Sécurité
- Informatique Graphique et Géométrie
- Images, Vision et Apprentissage
- Interactions et cognition
- Algorithmique et Combinatoire
- Simulation et Sciences du Vivant

Les recherches menées relèvent les défis du monde numérique, notamment ceux posés par l’intelligence artificielle (IA), l’analyse de données volumineuses (Big Data), la vision par ordinateur, la cyber-sécurité, la transformation digitale ou l’apprentissage humain. Une partie des activités du LIRIS se situent aux interfaces des sciences humaines et sociales, de l’ingénierie, de la médecine, des sciences de la vie et des sciences de l’environnement. Par ailleurs, le LIRIS accorde aussi une grande importance à la médiation scientifique en informatique pour le grand public.
Enfin, le LIRIS s’implique dans les défis sociétaux de la souveraineté numérique et du développement durable, principalement à travers l'utilisation responsable des technologies numériques et la prise de conscience de l'impact carbone des activités de recherche usuelles.